# Lambert (geslacht)

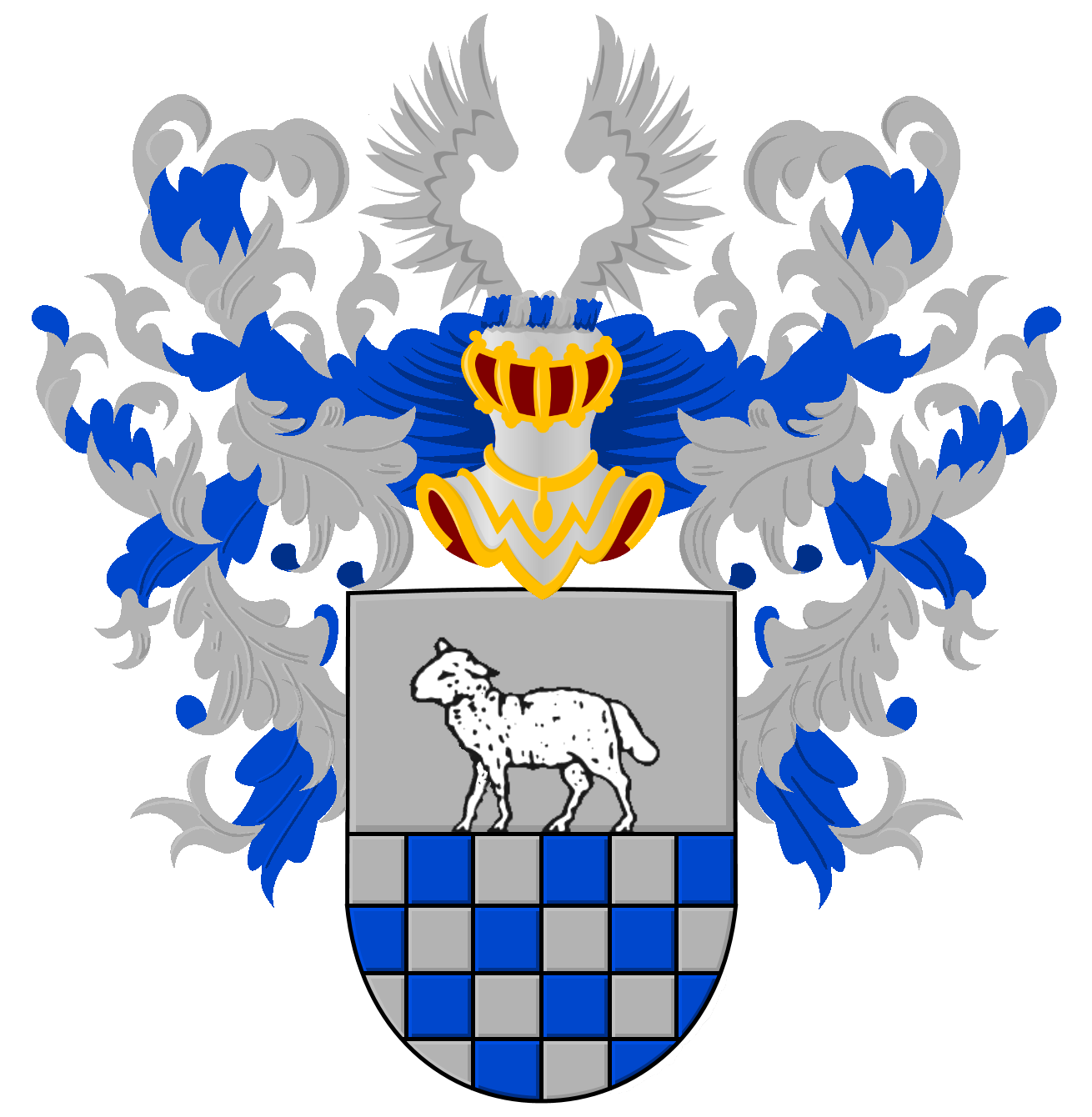

Lambert is een familie die onder anderen enkele burgemeesters van Kralingen voortbracht en in 1933 werd opgenomen in het Nederland's Patriciaat.

## Geschiedenis
Johannes Lambert, geboren te Wehrsen (Graafschap Tecklenburg), vestigde zich omstreden 1730 te Kralingen. De familie bleef eeuwenlang in Kralingen wonen en leden ervan bekleedden daar bestuursfuncties. Ze stichtte daarnaast olie- en loodwitfabrieken.

## Enkele telgen
Hendrik Lambert (†1781), schepen van Kralingen
- Johannes Lambert (1751-1837), verffabrikant, schout en later burgemeester van Kralingen
  - Hendrik Lambert (1776-1857), loodwitfabrikant te Kralingen
    - Hendrik Arnoldus Lambert (1809-1873), gemeente-ontvanger te Kralingen
    - Gerard Hendrik Lambert (1817-1897), wethouder en later burgemeester van Kralingen
- Pieter Lamber (1761-1847), loodwitfabrikant en schepen van Kralingen
  - Hendrik Lambert (1803-1867), oliefabrikant en burgemeester van Kralingen
    - Pieter Lambert (1831-1916), oliefabrikant en schout van de polder Kralingen